# 仙台埠頭駅
仙台埠頭駅（せんだいふとうえき）は、宮城県仙台市宮城野区港4丁目にある仙台臨海鉄道仙台埠頭線の貨物駅である。

## 駅概要
車扱貨物の取扱駅である。
取扱品は東日本旅客鉄道（JR東日本）向けのレールである。仙台港で陸揚げされたレールは、当駅でラフテレーンクレーンを使用し長物車に積み込まれる。
駅の周辺には倉庫街が広がっており、かつては有蓋車による貨物輸送が行われていた。また1983年の専用線一覧表によれば、当駅には宮城県共同倉庫の専用線が接続していた。なお、周辺にはセメント出荷基地が多くあるが、これらからの輸送は行われていない。

## 歴史
- 1975年（昭和50年）9月1日：開業[3]。
- 2018年（平成30年）9月14日 - 26日：クルーズ客船「飛鳥II」の仙台港寄港に伴い、松島駅発着のアクセス列車を運行。対象は「飛鳥II」の乗船予定客のうちオプションツアーに申し込んだ客のみが対象。

## 利用状況
| 年度 | 発送貨物 （トン） | 到着貨物 （トン） |
| ---- | ----------------- | ----------------- |
| 1998 | 13,078            | 4,828             |
| 1999 | 10,300            | 4,754             |
| 2000 | 21,542            | 5,568             |
| 2001 | 11,056            | 5,104             |
| 2002 | 11,558            | 5,006             |
| 2003 | 10,402            | 4,842             |
| 2004 | 10,972            | 5,058             |
| 2005 | 10,404            | 4,790             |
| 2006 | 12,144            | 5,186             |

『仙台市統計書』によれば、2006年度の発送貨物は合計12,144トン、到着貨物が合計5,186トンである。

## 駅周辺
当駅から路線はU字を描いて仙台港駅へ向かうため、仙台港駅まで路線は1.6 kmあるが直線距離で0.7 kmほどである。周囲には倉庫が多い。
- 仙台港フェリー埠頭
- 仙台港サイロ
- 宇部三菱セメント仙台サービスステーション
- 太平洋セメント仙台サービスステーション
- 住友大阪セメント仙台港サービスステーション

## 隣の駅
仙台臨海鉄道
仙台埠頭線
仙台港駅 - 仙台埠頭駅